# 이와쿠라성 (아이치현)

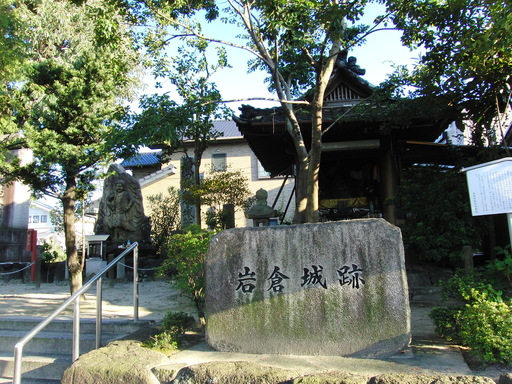
이와쿠라 성터비

이와쿠라성(일본어: 岩倉城)은 아이치현 이와쿠라시 시모혼 정에 있었던 평성이다. 현재 성터는 이와쿠라 시 지정 사적에 등재되어 있다.

## 역사
센고쿠 시대
고문서에 따르면, 이와쿠라 성은 남북 약 170m, 동서 약 90m의 2중의 해자로 둘러쳐진 평성으로 망루와 저택이 있었다고 한다. 축성주에 관해서는 1479년 오다 도시히로가 한 것으로 보고 있지만, 오다 노부야스가 하였다는 설도 있다. 오다 도시히로는 오와리 국 슈고 시바 요시토시의 가신으로 오와리 국 슈고다이의 직책으로 오와리 북부의 4개군을 다스렸다. 당시 오와리는 오다 도시히로의 이세노카미 가문(이와쿠라 오다 가문)과 오다 도시사다의 야마토노카미 가문(기요스 오다 가문)이 양분되어 패권을 다툰 후, 오와리 국 중 남부 오다 야마토노카미 가문이, 북부는 오다 이세노카미 가문이 둘로 나누어 다스리게 된다.
오다 노부야스 대에 오면, 오다 노부나가가 동생 오다 노부카쓰를 지지하는 기요스 오다 가문을 멸해, 오와리 남부를 장악한다. 이에 위기감을 느낀 오다 노부야스는 미노의 사이토 가문과 연계해 적대하였다. 1556년 오다 노부카쓰가 오다 노부나가에 대해 반기를 표하자 이를 지지하였지만, 오다 노부카쓰는 이노우 전투에서 오다 노부나가에 패배하였다. 전후, 오다 노부야스는 적장자 오다 노부카타를 폐적시키고, 차남 오다 노부이에를 편애했지만, 오히려 오다 노부카타에 의해 이와쿠라 성에서 쫓겨났고, 오다 노부카타 또한, 오다 노부나가를 적대했다.
1558년 우키노 전투에서 오다 노부카타는 오다 노부나가에 패배하였고, 1559년 음력 3월 이와쿠라 성에서 농성하지만, 함락되었다.
현재 이와쿠라 성터에는 성터였음을 알려주는 석비 2기가 세워져있다.

## 관광
교통
- 메이테쓰 이와쿠라 역에서 하차, 도보로 10분소요

주변 문화시설 및 관광명소
- 야마우치 가쓰토요 탄생비
- 니미조 고분
- 다이치 유적 - 신석기 유적